# Gymnasium Langen
Das Gymnasium Langen ist ein staatliches Gymnasium im Zentrum von Langen, Ortsteil von Geestland im Landkreis Cuxhaven. Es endet nach der Mittelstufe. Die Einführung einer Oberstufe wurde in einer Abstimmung im Kreistag des Landkreises Cuxhaven Mitte November 2017 abgelehnt.

## Geschichte
1779 wurde erwähnt, dass es einen Schulhof gab. 1856 brannte das erste Schulgebäude ab und es wurde ein größeres Haus auf dem heutigen Parkplatz der Volksbank Langen gebaut. 1879 wurde auch dieses Gebäude abgerissen und ein neues Haus mit zwei Klassenräumen und zwei Lehrerwohnungen gebaut. Nach dem Ersten Weltkrieg kamen jeden Tag bis zu 309 Schüler zur Schule. Am Ende des Zweiten Weltkrieges gingen die Schülerzahlen auf 200 Schüler zurück. Durch zuziehende Flüchtlinge stieg die Anzahl der Schüler 1948 auf 433 Schüler und 1950 auf 545.

1952 wurde ein neues Schulgebäude am Friedrichsruher Wald errichtet. Der erste Bauabschnitt von 1953 hatte acht Klassenräumen und mehrere Fachräume. Der zweite Abschnitt (der heutige Altbau) entstand 1959 mit acht Klassenräumen. 1964 wurde die Sporthalle der Schule in Langen eingeweiht. 1957 zog die Haupt- und Realschule in ein neues Schulgebäude um. Die neu eingeführte Orientierungsstufe nutzte nun das Schulgebäude. Die Schule wurde ursprünglich als Außenstelle des Gymnasiums Wesermünde gegründet. 1974 wurde beschlossen, dass die Schule eine selbständige Sekundärstufe erhalten sollte.
1975 nahm das erste Langener Gymnasium seinen Betrieb auf, nach mehreren Umzügen landete es 2004 im Stadtzentrum Langens am Lankenweg. Nachdem die Orientierungsstufe 2004 in Niedersachsen aufgelöst wurde und sich die 5. und 6. Jahrgänge anschlossen, musste das Gebäude der alten Orientierungsschule umgebaut werden, damit das Gymnasium Langen einziehen konnte. Dabei wurden noch weitere Unterrichts- und Aufenthaltsräume sowie eine große Aula und ein Verwaltungstrakt hinzugefügt.
2013 wurden vom Verein Das macht Schule PCs, Drucker und Monitore für das Gymnasium kostenlos zur Verfügung gestellt, um die IT Ausstattung zu optimieren. Im November 2013 trat der Schweizer Gedächtnistrainer Gregor Staub an der Schule auf.
Seit Juni 2016 setzten sich die Eltern für die Einrichtung einer Oberstufe an der Schule ein. Andere Schulen wie das Niedersächsische Internatsgymnasium Bad Bederkesa und das Gymnasium Wesermünde sahen sich dadurch in ihrem Bestand gefährdet, weil hier in der Unter- und Oberstufe Schüler aus Langen unterrichtet wurden. Zudem gab es Widerstand bei den Bürgern gegen Waldrodung im Park Friedrichsruh für einen erforderlichen Anbau. Der Kreistag des Landkreises Cuxhaven stimmte Mitte November 2017 mehrheitlich gegen die Einrichtung einer Oberstufe am Gymnasium Langen.

Im Bundeswettbewerb Fremdsprachen erreichten Schüler des Gymnasiums Ende November 2017 neben dem zweiten Landespreis einen Sonderpreis. Von 2020 bis 2022 wird ein 3500 m² großer westlicher Anbau realisiert und die Altbauten werden saniert. Zum Park hin werden Aufenthaltsflächen bei Erhalt der größeren Bäume in den Schulbereich einbezogen.

### Schulleiter
| Amtszeit   | Schulleiter                    |
| ---------- | ------------------------------ |
| 1975–2002  | Ulrich Merten                  |
| 2002–2004  | Uwe Peter (kommissarisch)      |
| 2004–2010  | Friedhelm Rachner              |
| 2010–2011  | Monika Brunken (kommissarisch) |
| 2011-heute | Isabella Grüninger             |

## Schule heute
Am Gymnasium Langen wird ab dem fünften Jahrgang bis zum 7. Jahrgang eine Singklasse angeboten. Ab dem achten Jahrgang bis zur 10. Klasse wird eine Sprachprofilklasse, die u. a. Spanisch, Italienisch oder Französisch beinhaltet, ein naturwissenschaftliches Profil angeboten, in dem Schüler, die sich für Naturwissenschaften interessieren, ihr Wissen erweitern können, ein Musikprofil, das über Musik, Theaterstücke und Informatik mit Kunst handelt, ein Gesellschaftliches Profil, das sich mit der Geschichte Bremerhavens behandelt, z. B. Bremerhaven im Zweiten Weltkrieg und eine Universalklasse die ein Mittel aus allem beinhaltet. Diese Profilklassen gibt es seit dem Jahrgang 2016/17.

„Am Gymnasium Langen steht die individuelle Förderung eines jeden Schülers im Mittelpunkt unseres pädagogischen Handelns. Jeder Schüler soll hierdurch befähigt werden, sich seinen Interessen und Fähigkeiten gemäß in einer immer komplexer werdenden Lebenswelt zu orientieren und sozialverantwortlich zu handeln.“

### Gebäude, Räume
- Erster Bauabschnitt von 1953 (Zentralgebäude und Südflügel, acht Klassen- sowie Fachräume, Verwaltung)
- Zweiter Bauabschnitt von 1959 (Nordflügel, acht Klassen- sowie Fachräume)
- Sporthalle von 1964: 9–12 Meter breit, 22–24 Meter lang; Anbau von 2012. Durch Raumproblem besteht die Notwendigkeit, dass Sportstunden auch an der Realschule stattfinden müssen.
- Schulbibliothek von 2009 bis 2021 im Keller des Nordflügels, dann im neuen Anbau
- Aulaanbau von ?, westlich
- Dreigeschossiger Anbau von 2020/21 als U-förmiger westlicher Neubau nach Plänen von Architekturbüro HWR (Dortmund) mit Haupteingang, sieben Klassenräume, zehn Fachräume und neue Bibliotheksräume